# Tmarus clavipes
Tmarus clavipes är en spindelart som beskrevs av Eugen von Keyserling 1891. Tmarus clavipes ingår i släktet Tmarus och familjen krabbspindlar. Inga underarter finns listade i Catalogue of Life.